# Miguelito (serie de televisión)
Miguelito es una serie de televisión infantil brasileña que se emitió en RedeTV! entre el 17 y el 22 de julio de 2000. Ganó notoriedad por su similitud con la trama de la comedia mexicana El Chavo del Ocho y por ser considerado un Lost media. Debido a las críticas negativas y las bajas puntuaciones, solo se emitieron 5 de los 22 episodios. Fue dirigida por Milton Neves y con guion de Marcus Cardelíquio y Ecila Pedroso.

## Sinopsis
La historia gira en torno a Miguelito (Eduardo Estrela), un joven que vivía en una caja en un pueblo, donde interactúa con sus amigos Bolão (David Fantazzini), Lilica (Ana Andreatta), Marquinho (Davi Taui) y también con los otros residentes del pueblo como: Doña Tita, la profesora Doña Leopoldina, el Señor Flodoaldo y Doña Carola.

## Reparto
| Actor/Actriz     | Personaje              |
| ---------------- | ---------------------- |
| Eduardo Estrela  | Miguelito              |
| David Fantazzini | Bolão                  |
| Ana Andreatta    | Lilica                 |
| Davi Taui        | Marquinho              |
| Lara Cordula     | Doña Tita              |
| Luiz Baccelli    | Señor Flodoaldo        |
| Luah Galvão      | Doña Leopoldina (Dina) |
| Luah Galvão      | Doña Carola            |
| Hélio Cícero     | Señor Picoco           |
| Hélio Cícero     | Señor Otávio           |

### Personajes
- Miguelito - Un niño pobre y huérfano que vive escondido dentro de una gran caja de madera (refiriéndose al personaje Chavo del Ocho que vive escondido dentro de un barril que está en un rincón del patio principal del pueblo donde vive) que todos creen que es su hogar. Muy torpe y siempre hambriento, Miguelito sigue metiendo a sus vecinos y amigos en el mayor lío de su vida diaria, siempre siendo regañado por los adultos y actuando como alguien incomprendido, por quien los demás siempre tienen lástima y tratan de ayudarlo de la mejor manera posible. Siempre lleva consigo una bolsa cuya correa está sujeta a uno de sus hombros, similar a los tirantes que suele usar el Chavo.
- Bolão - Un niño obeso y muy glotón (a veces incluso más que el propio Miguelito, ya que suele disputar con él algunos alimentos que los dos tienen la intención de comer) que vive teniendo problemas relacionados con la obesidad (como falta de energía y agilidad para algunos juegos que requieren mayor flexibilidad) y es algo sensible también por eso, Además de llevar gafas y ser en cierto modo el más listo de la clase, siendo envidiado por sus amigos (también por ser el chico más rico del pueblo) y de ser objeto de bromas relacionadas con su condición física, sigue siendo un compañero constante de sus amigos en los juegos.
- Lilica - Vive con una muñeca y le encanta dar órdenes a los demás, además de aprovechar que es la única chica de la clase que se siente ciertamente superior a los chicos, con los que le encanta jugar y presumir. Debido a que cree que es más inteligente que ellos (y a menudo demuestra ser más inteligente de hecho), generalmente juega a ser la líder de muchos juegos, a pesar de las contradicciones que enfrenta por parte de sus amigos. Aun así, tiene un buen corazón y siempre busca ayudar a sus amigos, incluso salir de los problemas en los que ella misma se mete, ya que siempre es la que ofrece más comida a Miguelito y trata de motivar a Bolão a perder peso (aunque, la mayoría de las veces, no de la mejor manera).
- Marquinho - Es considerado el típico niño rico mimado, que tiene los mejores juguetes (de los que suele hacer alarde, para dar celos a sus amigos, especialmente a Miguelito), y es tratado en cierto modo como elitista, educado por su madre para no mezclarse con ciertas personas y haciendo uso de sus posesiones para sentirse superior a sus amigos (a pesar de tener una condición financiera inferior a la de Bolão, que es aún más humilde). Suele chocar con Lilica, ya que no suele aceptar su liderazgo en los juegos de los niños y otros planes, además de querer siempre todo a su manera y armar un escándalo cuando no consigue lo que quiere, recurriendo a su madre, Doña Tita, por quien siempre está protegido. Debido a que es una cocinera en toda regla, los otros niños siempre quieren confiscar la comida preparada por ella y siguen pidiendo e incluso chantajeando a Marquinho, quien es presionado principalmente por la insistencia de Miguelito y Bolão en esto, aun así, es un compañero constante de sus amigos en los juegos. Está bastante celoso del romance de su madre con Seu Picoco, aunque la relación entre el chico y el dueño de la tienda es ciertamente buena.
- Doña Tita - Es igualmente arrogante y engreída, se proclama una dama de la alta sociedad y utiliza tales artificios para menospreciar a sus vecinos, a los que suele llamar "povinho", a pesar de que es una ama de casa que vive en el pueblo y aunque ciertamente es superior a las demás, también pasa por dificultades para mantenerse a sí misma y a su hijo Marquinho. a quien vive mimando y protegiendo, aunque de vez en cuando lo castiga por ser travieso. Ciertamente agresiva y escandalosa, no escatima esfuerzos para entrar en una pelea con sus vecinos, especialmente con el Señor Flodoaldo, a quien juzga tal como es e incluso lo agrede físicamente para defender lo que cree que es correcto. Enamorada del Señor Picoco, la dueña de la venta del pueblo, Doña Tita siempre está tratando de conquistarlo con pasteles y otras recetas.
- Señor Flodoaldo - Es un hombre de mediana edad que es muy suelto, acomodado, perezoso y "tramposo", esta última característica heredada por su hija Lilica. Siempre inventa un pretexto para no trabajar y trata de encontrar una manera fácil de ganar dinero, por lo que es etiquetado como un "vagabundo" por Doña Tita, con quien choca constantemente, también debido a que este último se mete con su hijo Marquinho, cuando en realidad, es un objetivo constante de juegos infantiles y aunque es muy impaciente con Miguelito. Aun así, suele darle la bienvenida de la mejor manera. Vive con su hija Lilica y su madre, Doña Carola, e incluso tratando de protegerla, de vez en cuando trata de aprovecharse de su retiro.
- Profesora Dina - Una atractiva profesora que enseña a Miguelito y a sus amigos en la escuela del barrio. Muy inteligente y comprensiva, siempre trata de motivar a los mejores de sus alumnos para que puedan aprender de la manera más didáctica, aun así, a veces pierde la paciencia con las tonterías que dicen los niños. Él siempre es el que trata de resolver los conflictos entre los aldeanos, siendo el objetivo del interés amoroso de Seu Flodoaldo, quien aún con sus modales sueltos, siempre intenta conquistarla de una forma u otra (y a veces incluso parece ser recíproco).
- Doña Carola - Es la anciana y jubilada madre de Seu Flodoaldo y, en consecuencia, la abuela de Lilica, que vive con ellos. Medio sorda y sin mucha noción de la realidad, está constantemente de buen humor y trata de manera frívola incluso las bromas de su nieta Lilica (con quien ciertamente está cerca), quien de vez en cuando la pone en un lugar frío. A veces, pone a prueba la paciencia de su hijo debido a su falta de comprensión de las cosas, pero siempre insiste en corregirlo cuando comete un error.
- Señor Picoco - Además de referirse al dueño de la tienda de la esquina (que siempre se menciona en El Chavo del Ocho, pero nunca apareció), es el dueño de la tienda del pueblo, quien suele dar regalos a los niños cuando le hacen favores, ya que es un hombre muy tranquilo, comprensivo y acogedor, además de que siempre tiene una historia que contar. Está enamorado de Doña Tita, a quien siempre visita, siendo obsequiado por ella con pasteles y bocadillos, además de ser la única persona con la que no suele perder la paciencia, siendo tolerante incluso con sus percances y peculiaridades.
- Señor Otávio - Es el propietario de la villa, que viene a cobrar los alquileres de los inquilinos, siempre alegando que se retrasan en su pago. Siempre está planeando desalojar de alguna manera a los residentes del pueblo para tener otros inquilinos que, según él, paguen el alquiler a tiempo, además de tener planes de demoler la villa para construir un lujoso condominio en su lugar, pero como es muy torpe y termina siendo arrollado por los niños, no puede lograr este objetivo. En cierto modo, los niños lo consideran un "villano".

## Producción
Miguelito es una coproducción entre Gugu Produções Merchandising (GPM) y Camera 5. Las grabaciones tuvieron lugar en un galpón de 300 m² en la región de Cambuci, en la ciudad de São Paulo, con la escenografía creada por Marcelo Alencar e inspirada en casas de los barrios de Brás, Mooca y Bixiga. El escenario ficticio se llamaba "Vila Generosa".
Según la revista Veja del 26 de enero de 2000, "el proyecto es ambicioso. Gugu Liberato y Beto Carrero (socios de Gugu Produções Merchandising) tienen la intención de recibir invitados internacionales en el programa, con el objetivo de exportarlo a países de América Latina, precisamente en el vacío de El Chavo, que ya no se produce". Gugu y sus socios invirtieron R$ 800 mil en la atracción.

## Estreno
Inicialmente, el programa estaba programado para estrenarse el 31 de enero en Record. Días antes, el lanzamiento fue cancelado y trasladado al mes de marzo. La atracción, sin embargo, ya estaba prácticamente descartada por la emisora, debido a los altos gastos. Como ya se habían grabado 22 episodios, la producción terminó pasando el programa, sin costo alguno, a la entonces recién inaugurada RedeTV!. Rogério Gallo, superintendente artístico y de programación de RedeTV! en su momento, hizo la siguiente declaración: "Asumo que presentar a Miguelito es una experiencia. Es un programa que no me gusta, clonado de Chaves. Pero vamos a mostrar sus 22 capítulos y ver qué pasa".
El estreno tuvo lugar el 17 de julio, en sustitución de Galera na TV, de la ex paquita Andréa Sorvetão. Aunque se grabaron 22 episodios, solo se emitieron 5. Según el Jornal da Tarde del 30 de julio de 2000, Miguelito sólo estuvo en el aire cinco días y registró un rating IBOPE máximo de un punto. Al parecer, a Gugu Liberato no le gustaron las críticas de Rogério Gallo al programa y exigió que RedeTV! para sacar la serie del aire. Oficialmente, Gugu dijo que la cadena no había cumplido con el contrato, que preveía dos exposiciones por día.
Tras ser retirado del aire antes de tiempo, el programa se dio a conocer en Internet como un lost media, ya que, hasta 2023, poco se sabía de los episodios estrenados de la serie, ya que no había registro de ellos, solo una breve convocatoria para el estreno del programa en YouTube. Después de 23 años, el nieto del actor Luiz Baccelli (intérprete del Señor Flodoaldo), después de encontrar dos cintas con una grabación casera de la serie, publicó la colección en su canal de YouTube, con los cinco episodios que se emitieron en RedeTV! y un cortometraje de la serie (que se suponía que iba a ser un episodio piloto).